# 日南北郷インターチェンジ
日南北郷インターチェンジ（にちなんきたごうインターチェンジ）は、宮崎県日南市にある東九州自動車道のインターチェンジである。

## 概要
北郷小学校・中学校から東に少し離れた場所に位置する。日南北郷ICを含む清武JCT - 油津ICが新直轄方式に変更されたため、日南北郷ICに料金所は設置されておらず、該当する区間は無料で通行可能である。
「北郷」は計画当初の南那珂郡北郷町（日南市の地域自治区、地名として現存）に位置することに由来するものであり、計画当初の仮称も北郷ICであった。
2023年（令和5年）10月1日には、日南北郷ICから約1kmの位置に道の駅きたごうが開駅。当ICが無料区間であるという利点を活かし、東九州自動車道の休憩施設（SA/PA代替施設）として案内が行われている。

## 歴史

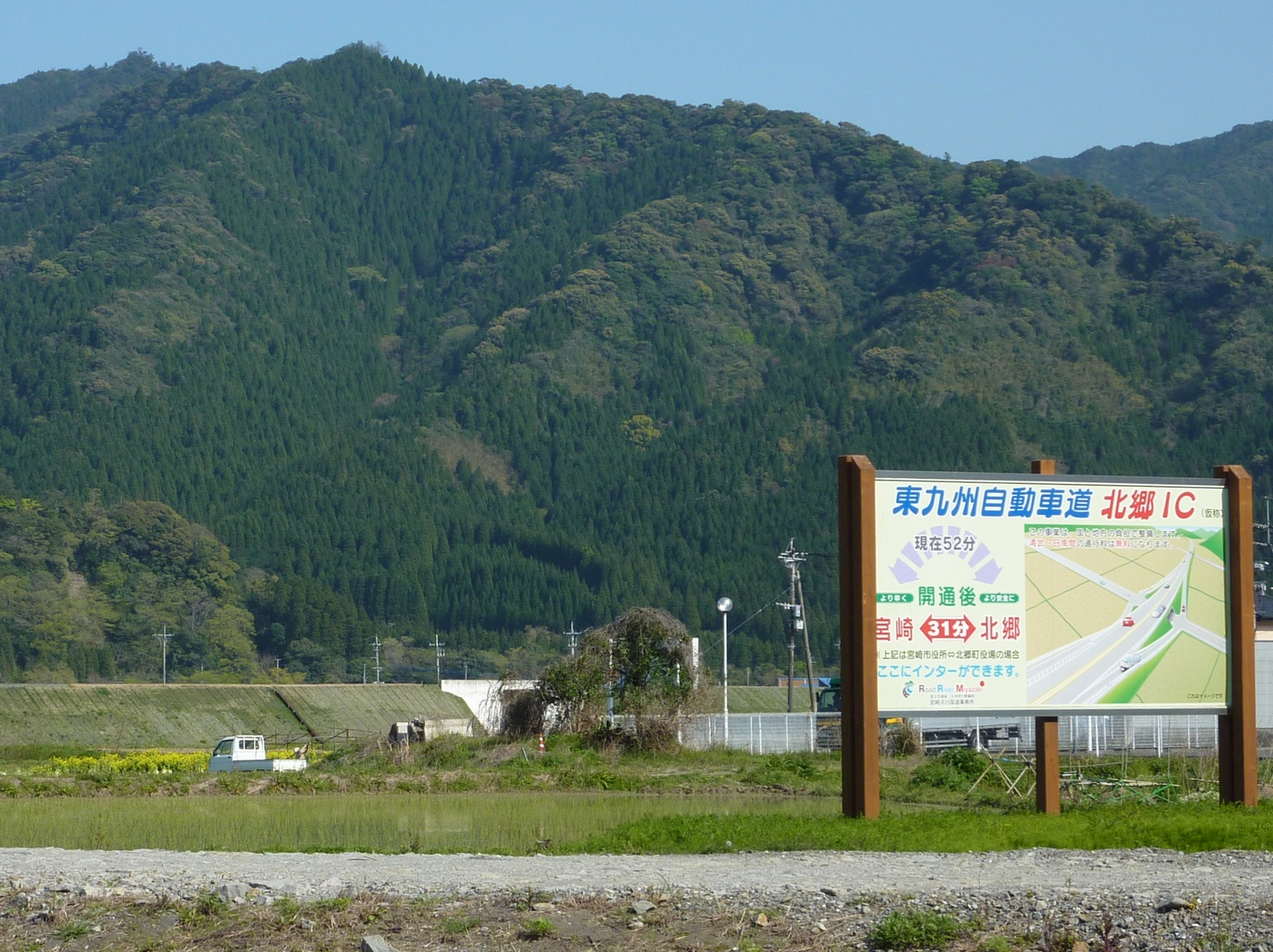
2010年3月時点の日南北郷IC予定地

- 1996年（平成8年）9月：清武IC - 北郷IC工事着工式[2][3]。
- 1997年（平成9年）3月：北郷IC - 日南ICの工事着工式[2][3]。
- 2009年（平成21年）：北郷IC - 日南IC間で建設中であった広渡川2号橋（全長265m)に桁の厚み、鉄筋量の不足などの設計ミスによるひび割れが見つかり、取り壊し再建造となった[4][5]。当初の完成予定は2011年7月であった[4][5]。
- 2010年（平成22年）度末：北郷IC - 日南IC間の事業進捗率は、事業費ベースで約46％、用地進捗率は約97％[6]。
- 2013年（平成25年）
  - 6月14日：国土交通省九州地方整備局は開通時期が未定だった北郷IC - 日南IC間が2017年度に開通すると発表[7]。
  - 11月：東九州道で最長となる猪八重トンネル（4,858m）が貫通。
- 2014年（平成26年）度：清武南IC - 北郷ICについて九州地方整備局の発表では事業進捗率約57％、用地進捗率約99%　着手後概ね10年程度を目指すものの、完成に向けた円滑な事業実施環境が整った段階で確定予定としている[8]。
- 2016年（平成28年）
  - 3月18日：清武 - 日南間の道路には12本のトンネルが計画されているが、そのうちの1本の「椿山トンネル」貫通[9][10]。
  - 9月2日：北郷IC（仮称）、日南IC（仮称）の正式名称がそれぞれ「日南北郷IC」、「日南東郷IC」に決定[11]。
- 2017年（平成29年）
  - 3月：清武南IC - 日南北郷IC間の事業進捗率は、事業費ベースで約76％、用地進捗率は約100％[12]。
  - 11月：清武南IC - 日南北郷IC間の「芳ノ元トンネル」(1,880m)が貫通[13]。軟弱な地盤のため、1年平均で200m程度しか掘り進められず、工期9年半の難工事であった[13]。
- 2018年（平成30年）
  - 3月11日：日南北郷IC - 日南東郷IC間開通に伴い供用開始[14]。
- 2019年（平成31年/令和元年）
  - 6月：清武南IC - 日南北郷IC間の区間内のトンネル全12本が完成[15]。
  - 11月26日：国土交通省九州地方整備局の事業評価監視委員会が開かれ清武JCT - 日南北郷IC 間の道路整備について事業継続が了承された[16]。
- 2022年（令和4年）
  - 6月20日：宮崎県は清武南IC - 日南北郷IC間の進捗状況を発表し、2021年度末に事業費ベースで90%を超えたことを明らかにした[17]。
- 2023年（令和5年）
  - 3月25日：清武南IC - 日南北郷IC間開通[18]。
- 2024年（令和6年）
  - 10月4日：宮崎河川国道事務所は、東九州自動車道の開通から1年後の交通状況および整備効果について発表した[19]。それによると、宮崎市方向および日南市方向を南北に往来する交通量の約6割が東九州自動車道を利用しており、宮崎市と日南市間の通勤時間は往復で約46分短縮された[19]。また、交通事故件数は約30％減少したとしている[19]。

## 周辺
- 日南市北郷地区（旧北郷町）
  - 日南市役所 北郷町総合支所
  - 日南市立北郷小中学校
  - 北郷駅（JR九州・日南線）
  - 北郷温泉郷
  - 道の駅きたごう - 当ICより車で5分の位置にあり、東九州道の休憩施設（SA/PA）として利用可能[1]。
- 鰐塚山地
- 猪八重渓谷
- ジェイズ日南リゾート（旧北郷フェニックスリゾート[20]）

## 接続する道路
- 直接接続
  - 宮崎県道28号日南高岡線（主要地方道）

- 間接接続
  - 宮崎県道27号宮崎北郷線（主要地方道） - 飫肥藩の幹線道路であった飫肥街道に相当する。
  - 宮崎県道33号都城北郷線（主要地方道）
  - 宮崎県道429号猪八重線

## 隣
E78 東九州自動車道
(4-1)清武JCT - 清武南TB - (30-1)清武南IC - (31)日南北郷IC - (32)日南東郷IC